# Kokhanok
Kokhanok est une localité d'Alaska (CDP) aux États-Unis dans le Borough de Lake and Peninsula. En 2010, il y avait 170 habitants.

## Situation - climat
Elle est située sur la rive sud du lac Iliamna à 35 km au sud d'Iliamna et à 142 km au nord-est de King Salmon.
Les températures moyennes vont de −16 °C à −1 °C en janvier, et de 4 °C à 18 °C en juillet.

## Histoire
Un village de pêcheurs a été reconnu en 1890 par A.B. Schanz à cet emplacement. Toutefois, la communauté s'est déplacée plus en altitude à cause de l'élévation du niveau des eaux du lac Iliamna. La localité est peuplée d'Alutiiqs et de Yupiks qui pratiquent une économie de subsistance. L'alcool est interdit dans le village.
Kokhanok est accessible par air et par eau. Il existe un aérodrome avec quelques vols depuis Anchorage, Iliamna et King Salmon.

## Démographie
| 1890 | 1950 | 1960 | 1970 | 1980 | 1990 |
| ---- | ---- | ---- | ---- | ---- | ---- |
| 28   | 39   | 57   | 88   | 83   | 152  |

| 2000 | 2010 | - | - | - | - |
| ---- | ---- | - | - | - | - |
| 174  | 170  | - | - | - | - |

## Sources et références
- (en) CIS

- (en) Cet article est partiellement ou en totalité issu de l’article de Wikipédia en anglais intitulé « Kokhanok, Alaska » (voir la liste des auteurs).

1. ↑  « Statistiques des États-Unis - Alaska - Profils des communautés de 2010 » (consulté en novembre 2020)